# Sternotomis kuntzeni
Sternotomis kuntzeni es una especie de escarabajo longicornio del género Sternotomis, subfamilia Lamiinae. Fue descrita científicamente por Fiedler en 1939.
Se distribuye por Camerún y República Democrática del Congo. Posee una longitud corporal de 21 milímetros.